# 2001 год в телевидении
Список 2001 год в телевидении описывает события в мире телевидения, произошедшие в 2001 году.

## События

### Январь
- 1 января — Начало вещания белорусского телеканала «СТВ» на частоте «8 канала».
  - На канале «ОРТ» вышел последний четвертый новогодний музыкальный фильм из цикла «Старые песни о главном» — «Старые песни о главном 4 Постскриптум».

- 12 января
  - возобновление вещания телеканала «Детский проект».
  - на ОРТ вышел выпуск «Поле чудес» со старыми заставками (1993—2000) и (1995—2000).
- 15 января
  - Начало вещания пермского телеканала «ТВ-6 Пермь».
  - Пермский телеканал «Рифей-Пермь» сменил сетевого партнёра с «ТВ-6 Москва» на «REN-TV».
  - Пермский телеканал «УралИнформ ТВ» сменил сетевого партнёра с «REN-TV» на «АРТ-Телесеть».

### Февраль
- 4 февраля — На канале «СТС» состоялась премьера юмористического телесериала «Осторожно, модерн! 2».
- 12 февраля
  - в Благовещенске запущен телеканал «Альфа-Канал».
  - Вышел первый выпуск информационной программы «Вести-Москва».

- 19 февраля — на ОРТ с НТВ переходит популярная телеигра «О, счастливчик!» под другим названием — «Кто хочет стать миллионером?» — дословный перевод оригинального названия передачи, под которым она выходит во всём мире. Новым ведущим стал известный пародист Максим Галкин[1]. Повторы старых выпусков с Дмитрием Дибровым ещё несколько месяцев продолжают выходить на телеканале НТВ, а уже в марте 2001 года в телеигре был выигран первый за всю российскую историю передачи миллион — его обладателем стал Игорь Сазеев (кстати, это был самый первый выпуск телеигры с Максимом Галкиным, однако первым данную телеигру не поставили и держали интригу в течение 2-х месяцев)[2].
- 27 февраля — Нижегородский телеканал «Бор-ТВ» начал официальное вещание.

### Март
- 1 марта — «Новый канал» первым на Украине перешёл на круглосуточное вещание на постоянном основе.
- 5 марта — ребрендинг телеканала «Московия» в «ТВМ» («ТВ Московия»).
- 9 марта — На канале «РТР» в эфир вышел последний выпуск юмористической программы «Джентльмен-шоу», и в связи с этим с 11 октября 2001 года на телеканале «СТС» выйдет спин-офф  юмористической программы «Филимонов и компания», которая будет транслироваться на этом же канале «СТС»  до 4 июля 2002 года.
- 31 марта — на Пушкинской площади прошёл митинг в защиту телекомпании НТВ.

### Апрель
- 3 апреля — в здании Газпрома прошло собрание акционеров телекомпании НТВ, в котором принимают участие представители самого Газпрома и компании Capital Research & Management. Председателем совета директоров НТВ избран Альфред Кох, генеральным директором — Борис Йордан, главным редактором — Владимир Кулистиков. В этот же день в 19:00 из большой студии НТВ вышел выпуск программы «Сегодня с Михаилом Осокиным». За спиной у ведущего сидели сотрудники, работающие на НТВ[3]. Спустя час в эфир выходит экстренный выпуск «Итогов».
- 9 апреля — Автор и ведущий программы «Криминал» Михаил Фролов заявил, что программа больше не будет выходить в эфир НТВ[4]. Журналисты, работавшие в программах «Криминал» и «Криминал: Чистосердечное признание» покинули телекомпанию[5].
- В ночь с 13 на 14 апреля — силовой захват телекомпании «НТВ» представителями одного из акционеров компании «Газпром»[6].
- 14 апреля — в эфире телеканала «ТНТ» выходит специальный выпуск новостей с Андреем Норкиным, после чего вещание на Москву было прервано. Позже вещание было прервано настроечной таблицей, которая сменилась на телесериал «Закон джунглей»; на «НТВ» в этот день в эфир выходили старые выпуски программы «О, счастливчик» и новые выпуски программ «Без рецепта», «Дог-шоу» и «Женский взгляд»[7]. В 10:00 выходит первый выпуск программы «Сегодня» с новой командой телеканала; прекращено производство программ «Итоги», «Тушите свет», «Глас народа», «Независимое расследование», «Итого» и «Свидетель века»; спутниковый телеканал «Прометей АСТ», принадлежащий «Газпрому» и вещающий только на регионы, полностью ретранслирует «НТВ»[8]. Также решались судьба новостной службы телеканала АСТ, насчитывавшая 200 человек. Сайт ntv.ru перестал служить сайтом телекомпании, поэтому остался в сфере влияния Владимира Гусинского[9]. Телекомпанией НТВ некоторое время после смены собственника использовалось доменное имя ntv-tv.ru, впоследствии оригинальный домен был передан НТВ по взаимной договорённости[10].
- 16 апреля — служба информации «ТВ-6» в полном составе уходит с телеканала[11]. Новостные программы, создаваемые коллективом «НТВ» в Петербурге, выходят на частоте местного «11 канала»[12]. На ТНТ выходят выпуски программ «Сегодня на ТНТ», «Сегодня на ТНТ в полночь» с Владимиром Кара-Мурзой, «Час Быка» Андрея Черкизова, «Старый телевизор» Льва Новожёнова и «Тушите свет!» с Хрюном и Степаном[13].
- 17 апреля — телеканал «ТВ-6» покинули заместитель генерального директора и исполнительный директор Александр Пономарёв, и заместитель гендиректора по информационному вещанию Эдуард Гиндилеев[14].
- 18 апреля — проходит заседание Совета директоров телекомпании ТВ-6[15]. Главным редактором ТВ-6 назначен Григорий Кричевский, ранее занимавший должность шефа службы информации телеканала НТВ[16].
- 19 апреля — служба информации телеканала «ТВ-6» отказалась выходить в эфир и покинула телеканал[17].
- 22 апреля — первый выход программы «Итоги» на телеканале «ТВ-6». Обновлено оформление и студия программы[18].
- 23 апреля —
  - Международный телеканал «NTV International» начинает транслировать в эфире некоторые программы «ТВ-6» и «ТНТ» («Тушите свет», «Итого», «Итоги»)[19].
  - Последний в истории российского телевидения эфир программы «Взгляд».
- 24 апреля — Дмитрий Дибров уходит на телеканал «ОРТ», после увольнения с «НТВ». На ОРТ он делал ночной эфир и вёл телеигру[20].
- 25 апреля — на общем собрании коллектива «НТВ» выбрали главного редактора службы информации телеканала НТВ. Им стала Татьяна Миткова, которая являлась единственной выдвинутой кандидатурой на этот пост. Ранее на этот пост претендовал и Владимир Кулистиков, однако позже он снял свою кандидатуру[21].
- 26 апреля — Александр Олейников подаёт заявление об отставке с поста заместителя генерального директора МНВК — телеканала ТВ-6[22]. Позже он назначен главным продюсером — заместителем генерального директора телекомпании НТВ[23].

### Май
- 3 мая — на НТВ вернулись Павел Лобков с программой «Растительная жизнь» и Лев Новожёнов с программой «Старый телевизор»[24].
- 5 мая — на НТВ вышла передача «Квартирный вопрос», первой ведущей которой была Наталья Мальцева.
- 10 мая — Viacom International Inc. зарегистрировал в России товарный знак «MTV МУЗЫКАЛЬНОЕ ТЕЛЕВИДЕНИЕ»[25].
- 13 мая — Телеканал «РТР» отмечал свой юбилей — 10 лет в эфире.
- 14 мая — на собрании акционеров МНВК были уволены председатель Совета директоров телеканала Игорь Шабдурасулов, исполнительный директор канала Александр Пономарёв и член Совета директоров ТВ-6 Руслан Фомичёв[26]. Генеральным директором МНВК был назначен Евгений Киселёв, исполнительным директором Павел Корчагин. Бывший заместитель Генерального директора и Главный продюсер Московской Независимой Вещательной Корпорации Иван Демидов подал заявление об уходе с занимаемого поста[27]. Также заявил о своей отставке заместитель Главного продюсера Андрей Сафронов. В то же время на шестой кнопке появляются многие передачи старого НТВ[28][29][30].
- 18 мая — компания «НТВ-Дизайн» ликвидирована как нерентабельная. Все сотрудники зачислены на телеканал НТВ, где создано собственное подразделение, отвечающее за дизайн. Арт-директором телекомпании НТВ и руководителем нового подразделения назначен Сергей Шанович, ранее занимавший должность креативного дизайнера «НТВ-дизайн»[31].
- 19 мая — новым ведущим телевизионной игры «Что? Где? Когда?», выходящей на ОРТ, стал Борис Крюк[32][33].

### Июнь
- 1 июня
  - Смена логотипа украинского телеканала «ТЕТ».
  - Начало вещания украинского музыкального телеканала «Enter».
  - Ребрендинг немецкого телеканала ZDF.
  - Смена логотипа пермского телеканала «TV Maxima».
- 10 июня — На канале «РТР» вышел в эфир последний выпуск юмористического журнала видеокомиксов «Каламбур».

- 21 июня — начало вещания итальянского частного телеканала «La 7».
- 28 июня — последний эфир программы «До 16 и старше…».
- 29 июня — последний эфир детской передачи «Спокойной ночи, малыши!» на ОРТ. Основная причина отказа от программы — её недофинансирование. С 3 сентября 2001 по 1 марта 2002 года программа стала выходить на телеканале «Культура», рассчитывая, что теперь программа не будет окружена рекламой[34][35][36].

### Июль
- 1 июля — начало вещания украинского спутникового телеканала «ICTV».
- 23 июля — в эфир «ОРТ» выходит первый выпуск ток-шоу «Большая стирка», в котором вскрывают и обсуждают подробности личной жизни знаменитостей и обычных людей. Ведущим был Андрей Малахов[37]. Смысл названия, по словам создателей — «пока работает ваша автоматическая стиральная машина, а работает она час, вы сидите и смотрите ток-шоу, чей хронометраж совпадает со временем стирки». Изначально программа выходила в не самые популярные четыре часа дня, впоследствии стала выходить в пять часов дня[38].

### Август
- 13 августа — основание компании «Российская телевизионная и радиовещательная сеть».
- 27 августа — начало вещания финских телеканалов «YLE FST5» и «YLE Teema».

### Сентябрь
- 1 сентября — Смена оформления российского канала «СТС».
- 2 сентября — начало вещания телеканала «Adult Swim».
- 3 сентября
  - Детская передача «Спокойной ночи, малыши!» стала выходить на телеканале «Культура». (также первый выпуск на ВГТРК)
  - Смена логотипа и оформления на телеканале «ТВ-6»: теперь вместо пиктограмм в круге в оформлении преобладают оранжево-фиолетовые тона и геометрические кубики (дизайн разработан Семёном Левиным)[39][40]. Одновременно на телеканале появляются новые передачи преимущественно политического характера.
  - Запуск телеканала «СТС-Кузбасс» — регионального партнёра «СТС» в Кемеровской области.
  - Начало вещания красноярского телеканала «ЛТВ» на месте «49 канала».
- 10 сентября 
  - На канале «НТВ» начался новый сезон под слоганом «НТВ — Новое Теле Видение». Было изменено графическое оформление, студийные декорации, сетка вещания и облик телеканала[41][42]. На смену старым программам, ушедшим на ТВ-6, приходят новые. «Лицом» канала становится Леонид Парфёнов[43].
  - На канале «НТВ» состоялась премьера приключенческого телесериала «Дальнобойщики».
  - Переименование краснодарского телеканала «Кубань-РТВ» в «НТК».
- 11 сентября — экспериментальный эфир европейского новостного канала Euronews на телеканале РТР. Все российские и мировые телеканалы ведут непрерывную трансляцию кадров из США, где произошёл беспрецедентный террористический акт[44][45].
- 15 сентября — смена логотипа и оформления на телеканале «РТР»[39][46][47].
- 16 сентября — после недолгого перерыва на телевидение возвращается передача «Своя игра». Изменились декорации, музыкальное и звуковое оформление, а также добавился ещё один раунд.
- 17 сентября — телеканал «Детский проект» преобразуется в телеканал 7ТВ. В первые месяцы вещания сетка вещания частично копировала «Детский проект», и только с конца 2001 — начала января 2002 года произошло изменение тематики на спортивную[48].
- 24 сентября 
  - На ОРТ начинает выходить информационно-аналитическая программа «Ночное время», ведущим которой стал Андрей Батурин[49]. На телеканал приходят некоторые звёзды старого НТВ, среди которых Дмитрий Дибров, Николай Николаев[50], Павел Любимцев и Арина Шарапова[51]. В этот же день изменился логотип, он стал прозрачным.
  - Телеканал «Культура» сменил логотип, он становится таким же, как у РТР[52]. В создании нового оформления для обоих телеканалов (РТР и Культура) принимал непосредственное участие Семён Левин.
  - Украинский телеканал «Интер» прекратил трансляцию российской информационной программы «Время»[53].
- 25 сентября — в эфир ОРТ выходит первый выпуск телеигры «Слабое звено», аналог британской передачи «The Weakest Link». Почти сразу же после выхода в эфир первого выпуска телезрители разделились на два лагеря — одни посчитали игру чрезмерно жестокой, а другие увидели в ней то, что она помогает раскрыть в людях самые неприличные человеческие качества[54].
- 27 сентября — негосударственный пенсионный фонд «Лукойл-Гарант», являвшийся одним из владельцев ТВ-6, подаёт судебный иск с требованием объявить телекомпанию банкротом и ликвидировать МНВК (ТВ-6).

### Октябрь
- 1 октября
  - Телеканал «Московия», осуществлявший вещание на одной частоте с телеканалом ТВЦ и бывший некогда рупором Подмосковья, сменил название и логотип «Московия» (ТВМ) на «Третий канал». Завершено также и формирование новой сетки вещания. Теперь её основу стали составлять информационно-аналитические программы. В это же время на обновлённом телеканале с собственными передачами появились такие известные журналисты и телеведущие, как Андрей Добров, Глеб Пьяных, Пётр Толстой, Александр Жилин, Анатолий Кузичев, Анастасия Чернобровина, Михаил Маркелов, Сергей Доренко и другие[55][56][46].
  - Красноярский телеканал «ТВК» перешёл на самостоятельное вещание (до 12 мая 2003 года) и сменил логотип.
- 2 октября — Утренние и ночные часы 33 ТВК (в дневное время занимаемого телеканалом «Культура»), ранее занимаемые «Телеэкспо», переданы европейскому новостному телеканалу Euronews. В последние три года своего вещания, «Телеэкспо» занималось полной ретрансляцией утренних и ночных программ музыкального телеканала «MTV Россия»[57][58].
- 8 октября — ярославский телеканал «НТМ» начал техническое вещание.
- 12 октября — Альфред Кох ушёл с поста президента «Газпром-медиа», и его место занял Борис Йордан, который совместил пост генерального директора НТВ с постом президента «Газпром-медиа»[59][60].
- 16 октября — в Тутаеве запущен телеканал НТК — Телевидение Тутаева.
- 19 октября — новостное агентство «Телевизионная служба новостей» (ТСН), производившее выпуски новостей для ТВ-6 в 1997—1999 годах, подаёт иск против канала в суд на 5 миллионов долларов[61].
- 27 октября — в эфире телеканала ТВ-6 появилось первое российское реалити-шоу «За стеклом»[62]. Действие реалити-шоу происходило в гостинице «Россия». В создании проекта непосредственное участие принимали Иван Усачёв, Андрей Праслов, Александр Левин.[63]
- 30 октября — в Армении запущен музыкально-развлекательный телеканал «Lime».

#### Без точной даты
- В Астрахани запущен телеканал Экс-видео.
- Уход продюсера просветительских, развлекательных и художественных программ ОРТ Сергея Шумакова[64].

### Ноябрь
- 1 ноября — На канале «ТВ-6» состоялась премьера детективного телесериала «Тайны следствия».
- 2 ноября — основана удмуртская телекомпания «Моя Удмуртия».
- 5 ноября — в США запущен фильмовый телеканал «Hallmark».
- 11 ноября
  - Переименование тюменского телеканала «Ладья» в «СТС-Ладья».
- 17 ноября — в разгар конкурирующего шоу ТВ-6 «За стеклом» в эфир Первого канала выходит первый выпуск реалити-шоу «Последний герой». Суть данного шоу в том, что 16 участников выброшены на территорию необитаемого острова и ровно 39 дней живут практически под открытым небом, в жесткой борьбе за выживание и главный приз — 3 миллиона рублей. Данные условия актуальны для первого сезона, для последующих сезонов место действия и главный приз изменялись. В 1-м сезоне приняла участие актриса и телеведущая Инна Гомес[65]. Ведущим первого сезона шоу стал актёр Сергей Бодров.
- 19 ноября — Смена логотипа и графического оформления телеканала «10 Канал».

### Декабрь
- 1 декабря — Телеканал «СТС» отмечал свой юбилей — 5 лет в эфире.
- 3 декабря — На канале «НТВ» выходит ток-шоу Елены Ханги «Принцип домино».
- 7 декабря — изменилась студия и декорации программы «Поле чудес» (до выпуска от 28 октября 2005 года).
- 17 декабря — запущен телеканал «НТВ-Мир».
- 24 декабря
  - Смена логотипа украинского телеканала «ТРК Эра».
  - Смена логотипа и оформления ТВЦ. Оформление телеканала содержало в себе рекламу спонсора — магазина бытовой техники и электроники «МИР».
- 27 декабря — начало тестового вещания украинского музыкального телеканала «М1».
- 28 декабря — вышел последний выпуск «Звёздного часа» на ОРТ после гибели Сергея Супонева.

#### Без точной даты
- ТВ-6 приостанавливает производство некоторых программ[66][67].

## Без точных дат
- На Украине в Донецке запущен информационно-познавательный телеканал «Юнион».
- Начало вещания украинского регионального телеканала «Шанс» на месте телеканала «Гарт».

## Скончались
- 10 марта — Владимир Ворошилов, телеведущий («Аукцион», «Что? Где? Когда?», «Брэйн-ринг» (3 пилотных выпуска)); инфаркт миокарда.
- 8 июля — Геннадий Заволокин, телеведущий («Играй, гармонь любимая!»)[68].
- 13 сентября — Сергей Благоволин, генеральный директор ОРТ (1995—1997) и председатель совета директоров кабельного канала «ТВ Центр-Столица».
- 7 декабря — Анна Шилова, диктор ЦТ СССР и телеведущая, заслуженная артистка РСФСР.
- 8 декабря — Сергей Супонев, телеведущий («Марафон-15», «Звёздный час», «Зов джунглей»), директор Департамента детского и развлекательного вещания ОРТ; несчастный случай[69].